# Khí hậu
Khí hậu bao gồm các yếu tố nhiệt độ, độ ẩm, lượng mưa, áp suất khí quyển,  các hiện tượng xảy ra trong khí quyển và nhiều yếu tố khí tượng khác trong khoảng thời gian dài ở một vùng, miền xác định. Điều này trái ngược với khái niệm thời tiết về mặt thời gian, do thời tiết chỉ đề cập đến các diễn biến hiện tại hoặc tương lai gần. Khí hậu của một khu vực ảnh hưởng bởi tọa độ địa lý, địa hình, độ cao, độ ổn định của băng tuyết bao phủ cũng như các dòng nước lưu ở các đại dương lân cận. Khí hậu phân ra các kiểu khác nhau dựa trên các thông số chính xác về nhiệt độ và lượng mưa. Sơ đồ phân loại khí hậu được sử dụng phổ biến nhất hiện nay do ông Wladimir Koeppen phát triển.

## Định nghĩa
Khí hậu là định nghĩa phổ biến về thời tiết trung bình trong khoảng thời gian dài. Thời gian trung bình chuẩn để xét là 30 năm, nhưng có thể khác tùy theo mục đích sử dụng. Khí hậu cũng bao gồm các số liệu thống kê theo ngày hoặc năm khác nhau. Từ điển thuật ngữ của Nhóm hội thảo đa quốc gia về biến đổi khí hậu (The Intergovernmental Panel on Climate Change - IPCC) định nghĩa như sau:
Khí hậu trong nghĩa hẹp thường định nghĩa là "Thời tiết trung bình", hoặc chính xác hơn, là bảng thống kê mô tả định kì về ý nghĩa các sự thay đổi về số lượng có liên quan trong khoảng thời gian khác nhau, từ hàng tháng cho đến hàng nghìn, hàng triệu năm. Khoảng thời gian truyền thống là 30 năm, theo như định nghĩa của Tổ chức Khí tượng Thế giới (World Meteorological Organization - WMO). Các số liệu thường xuyên được đưa ra là các biến đổi về nhiệt độ, lượng mưa và gió. Khí hậu trong nghĩa rộng hơn là một trạng thái, gồm thống kê mô tả của hệ thống khí hậu.

## Phân biệt với thời tiết
Sự khác nhau giữa Khí hậu và Thời tiết thường được tóm tắt qua thành ngữ "khí hậu là những gì bạn mong đợi, thời tiết là những gì bạn nhận được". Trong lịch sử có một số yếu tố không đổi (hoặc chỉ thay đổi rất nhỏ theo thời gian) để xác định khí hậu như tọa độ địa lý, độ cao, tỉ lệ giữa đất và nước, và các đại dương và vùng núi lân cận. Cũng có các yếu tố quyết định khác sinh động hơn: Ví dụ, dòng hải lưu trong các đại dương đã làm cho phía Bắc Đại Tây Dương ấm lên 5 °C (9 °F) so với các vùng vịnh các đại dương khác.  Các dòng hải lưu cũng phân phối lại nhiệt độ giữa đất liền và nước trên một khu vực. Mật độ các loài thực vật cũng cho thấy sự ảnh hưởng của sự hấp thu năng lượng mặt trời,  sự duy trì nước lượng mưa trên cấp khu vực. Sự thay đổi của lượng khí nhà kính quyết định đến số lượng năng lượng mặt trời vào hành tinh, dẫn tới sự ấm lên hay lạnh đi trên toàn cầu. Ngoài ra, cũng có các yếu tố phức tạp khác để xác định khí hậu, nhưng có thỏa thuận chung là các phác thảo mở rộng được hiểu, ít nhất là trong phạm vi các biến đổi khí hậu trong lịch sử.

## Phân loại khí hậu

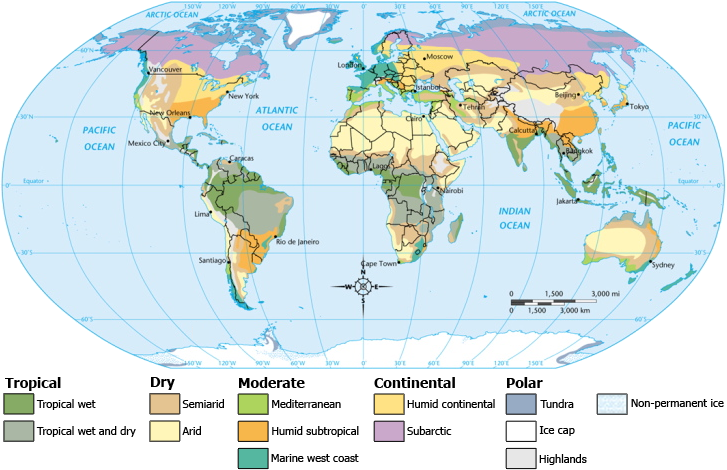
Phân loại các vùng khí hậu trên thế giới

Có nhiều cách để phân loại các kiểu khí hậu theo các cơ chế tương tự nhau. Ban đầu các vùng được định nghĩa ở Hy Lạp cổ đại Ancient Greece để miêu tả thời tiết theo độ cao của một địa điểm. Các phương pháp phân loại khí hậu hiện đại có thể được chia theo các phương pháp "phát sinh, tập trung vào nguyên nhân gây ra khí hậu đó, và các phương pháp "kinh nghiệm" dựa trên những ảnh hưởng của khí hậu. Ví dụ về các phương pháp phân loại theo phát sinh dựa trên  tần suất xuất hiện của các kiểu hoặc vị trí của các khối không khí khác nhau bên trong sự sáo trộn thời tiết tổng quát. Ví dụ về các phương pháp kinh nghiệm bao gồm các đới khí hậu được định nghĩa theo khả năng sống của thực vật, bốc hơi nước, hoặc tổng quát hơn là phân loại khí hậu Köppen mà ban đầu được thiết kế để xác định các vùng khí hậu kết hợp với một số quần xã sinh vật nhất định. Một thiếu sót chung của các cơ chế phân loại là chúng tạo các ranh giới rõ rệt giữa các khu vực mà họ xác định, chứ không có sự chuyển đổi dần dần các đặc tính khí hậu như thực chất vốn có của nó.

## Biến đổi khí hậu
Biến đổi khí hậu là sự thay đổi của hệ thống khí hậu gồm khí quyển, thủy quyển, sinh quyển, thạch quyển hiện tại và trong tương lai bởi các nguyên nhân tự nhiên và nhân tạo trong một giai đoạn nhất định từ tính bằng thập kỷ hay hàng triệu năm. Sự biển đổi có thế là thay đổi thời tiết bình quân hay thay đổi sự phân bố các sự kiện thời tiết quanh một mức trung bình. Sự biến đổi khí hậu có thế giới hạn trong một vùng nhất định hay có thế xuất hiện trên toàn Địa Cầu. 
Trong những năm gần đây, đặc biệt trong ngữ cảnh chính sách môi trường, biến đổi khí hậu thường đề cập tới sự thay đổi khí hậu hiện nay, được gọi chung bằng hiện tượng nóng lên toàn cầu.
Nguyên nhân chính làm biến đổi khí hậu Trái Đất là do sự gia tăng các hoạt động tạo ra các chất thải khí nhà kính, các hoạt động khai thác quá mức các bể hấp thụ và bể chứa khí nhà kính như sinh khối, rừng, các hệ sinh thái biển, ven bờ và đất liền khác.

### Mô hình khí hậu
Các mô hình khí hậu sử dụng các phương pháp định lượng để mô phỏng sự tương tác giữa khí quyển, đại dương, bề mặt đất và băng. Chúng được sử dụng vào nhiều mục đích khác nhu từ việc nghiên cứu động lực học của hệ thống thời tiết và khí hậu đến các dự báo khí hậu trong tương lai.